# Toucanet à sourcils jaunes
Aulacorhynchus huallagae
Espèce
Statut de conservation UICN

 EN B1ab(i,ii,iii,v) : En danger
Répartition géographique
Le Toucanet à sourcils jaunes (Aulacorhynchus huallagae) est une espèce d'oiseaux de la famille des Ramphastidae.

## Description
Ce toucan de taille moyenne mesure entre 37 et 41 cm de longueur pour une masse de 250 à 278 g. Entièrement vert, il est plus clair sur la gorge et le ventre. Il présente une mince bande bleu clair sur la poitrine, des sus-caudales et l'extrémité de la queue rouges, des sous-caudales et des sourcils jaunes, un menton blanc, un bec gris-bleu plus clair sur le bord des mandibules dentelées et jaunâtre à l'extrémité, des iris brun sombre et des cercles oculaires et des pattes  grisâtres.

## Habitat et distribution
Cette espèce est propre aux forêts tropicales de montagnes, dans la canopée avec une abondance d'épiphytes et une forte densité d'arbres du genre Clusia, entre 2 100 et 2 450 m d'altitude. Cette faible amplitude altitudinale s'explique probablement par la concurrence entre avec le Toucan bleu (Andigena hypoglauca) au-dessus de 2 300 m et plus bas le Toucanet émeraude (Aulacorhynchus prasinus) en dessous de 2 100 m. Son aire de répartition est extrêmement réduite puisque limitée à deux localités dans le centre-nord du Pérou dans les provinces de La Libertad et San Martín. Il est probable que ces deux localisations ne soient pas disjointes et que l'espèce soit présente dans le long de la Cordillère de Colán.

## Conservation
Cette espèce est le toucan le plus menacé du monde. Sa découverte récente (1933) et son aire de répartition très réduite, font que l'on a peu de connaissances la concernant, et explique son classement comme espèce en danger. De plus la déforestation massive dans les années 1990 due à la plantation de coca qui s'est maintenue par la suite, fait que la forêt dans cette zone a été très altérée. Néanmoins, la répartition du Toucanet à sourcils jaunes englobe le Parc national Río Abiseo, même si l'espèce doit être rare dans cette réserve.